# ماریس رنه فرشه
ماریس رنه فرشه (Maurice René Fréchet) (2 سپتامبر ۱۸۷۸ – ۴ ژوئن ۱۹۷۳)، یک ریاضی‌دان فرانسوی بود. وی کارهای زیادی در توپولوژی مجموعه-نقطه انجام داده و مفهوم فضاهای متری را به‌طور کامل معرفی کرد. وی همچنین کارهای مهمی در حوزه‌های آمار و احتمالات و همچنین حسابان انجام داد. رساله دکترای وی حوزه تابعی‌ها روی فضای متری را به‌طور کامل باز نموده و مفهوم فشردگی را معرفی کرد. وی به‌طور مستقل از رِیس، قضیه نمایش در فضای توابع مربع-انتگرال‌پذیر لبگ را کشف کرد. وی اغلب بنیان‌گذار نظریه فضاهای مجرد خوانده می‌شود.

## زندگی‌نامه

### دوران کودکی
وی در یک خانواده پروتستان در مالنگی از جاکویس و زوی فرشه زاده شد. در زمان تولد او، پدرش رئیس یک یتیم‌خانه پروتستان در مالنگی بود و بعدتر زمانی که وی جوان شده بود، پدرش به مدیر یک مدرسه پروتستان گماشته شد. هرچند جمهوری سوم فرانسه که تازه تأسیس شده بود، چندان هم‌دلی با تعلیمات دینی نداشت و قوانینی تصویب شده بود که باید تمامی آموزش‌ها جدا از دین باشد. در نتیجه، پدر وی شغل‌اش را از دست داد. مادرش، برای این‌که درآمدی حاصل کند، یک هوتل کوچک خانگی برای خارجی‌های که از پاریس دیدن می‌کردند، ساخت. پدر وی توانست چندی بعد یک شغل دیگر مرتبط با تدریس در نظام سکولار پیدا کند – هرچند این یک شغل ریاست نبود، با این حال خانواده او انتظار استانداردهای بالا را همانند قبل نداشتند.
ماریس به مدرسه دبیرستان بوفون در پاریس رفت و در آنجا نزد ژاک آدامار به آموزش ریاضی پرداخت. آدامار به استعداد مرد جوان پی برد و تصمیم گرفت تا به‌طور انفرادی وی را آموزش دهد. پس از این‌که آدامار در ۱۸۹۴ به دانشگاه بوردو رفت، وی هم‌واره به فرشه می‌نوشید، سوالات ریاضی به فرشه می‌داد و به‌طور سخت‌گیرانه از اشتباه‌های وی انتقاد می‌کرد. فرشه بعدها اذعان نمود که این سوالات باعث شد تا وی هم‌واره در این ترس زندگی کند که نتواند برخی آن‌ها را حل کند، هرچند وی از رابطه ویژه خود با آدامار بسیار متشکر بود و افتخار لذت بردن از آن‌ها را داشت.
پس از تکمیل مدرسه، فرشه ملزم بود تا به خدمات نظامی برود. در این زمان وی تصمیم می‌گرفت که ریاضی بخواند یا فیزیک – وی ریاضی را انتخاب کرد، چون دوست نداشت در کلاس‌های شیمی اشتراک کند که در غیر آن باید اشتراک می‌کرد. بنابرین وی در ۱۹۰۰ میلادی وارد در مدرسه عالی نرمال ثبت نام کرد تا ریاضی بخواند.
وی در بسیار جوانی شروع به منتشر نمودن مقالات نمود و چهار مقاله در ۱۹۰۳ منتشر کرد. او با رابطهٔ که با ریاضی‌دان‌های آمریکایی، به‌ویژه ادوین ویلسون، در پاریس داشت، برخی مقالات اولیه خود را در انجمن ریاضی آمریکا به چاپ رساند.

### زندگی میانی
فرشه در جریان حرفه علمی خود در چندین نهاد متفاوت خدمت کرد. از ۱۹۰۷ تا ۱۹۰۸ وی به عنوان استاد ریاضی در دبیرستان بزانسون خدمت کرد، سپس در ۱۹۰۸ به دبیرستان نانت رفت و برای یک سال آنجا ماند. پس از آن وی از ۱۹۱۰ تا ۱۹۱۹ در دانشگاه پوآتیه خدمت کرد.
وی در ۱۹۰۸ با سوزان کاریف (۱۸۸۱–۱۹۴۵ میلادی) ازدواج کرد و آن‌ها چهار فرزند داشتند: هیلین، هنری، دینیس و آلاین.

### جنگ جهانی اول
فرشه برنامه‌ریزی کرده بود تا یک سال در ایالات متحده در دانشگاه ایلینوی بماند، اما برنامه‌های وی با آغاز جنگ جهانی اول در ۱۹۱۴ به هم خورد. وی در ۴ اوت همان سال وارد ارتش شد. او به دلیل مهارت‌های زبانی که در هوتل مادرش برای خارجی‌ها کسب کرده بود به عنوان ترجمان با ارتش بریتانیا خدمت کرد. ایده‌های مساوی طلبانه فرانسوی بیشتر افراد آکادمیک را واداشت تا به ارتش بپیوندند. آن‌ها در سنگرها به خدمت پرداختند و بیشتر آن‌ها در جریان جنگ از دست رفت. این تحسین‌برانگیز است که وی حتی در جریان جنگ توانست به‌طور مکرر مقالات چیره ریاضی تولید کند، علی‌رغم زمان اندکی که برای وقف‌کردن به ریاضیات داشت.

### پس از جنگ
پس از ختم جنگ، فرشه تصمیم گرفت تا به استراسبورگ برود و در تأسیس مجدد دانشگاه استراسبورگ کمک کند. وی به عنوان پروفسور آنالیز بالاتر و رئیس دانشکده ریاضی خدمت نمود. باز هم باوجود این‌که کارهای اداری بیش از حد داشت، اما توانست مقدار زیاد پژوهش‌های با کیفیت تولید نماید.
فرشه در ۱۹۲۸ میلادی تصمیم گرفت تا دوباره به پاریس برگردد، البته با تشویق بورل، کسی که در آن وقت کرسی حسابان احتمالات و فیزیک ریاضی را در دانشگاه پاریس (دانشگاه سوربرن) در دست داشت. فرشه برای مدت کوتاهی به سمت استاد در بنیاد راکفلر در دانشگاه سوبرن گماشته شد و از ۱۹۲۸ میلادی به بعد پروفسور شد (بدون کرسی). فرشه در ۱۹۳۳ به کرسی استاد ممتاز ریاضیات عمومی و در ۱۹۳۵ به کرسی حسابان دفرانسیلی و انتگرالی ارتقا داده شد. فرشه در ۱۹۴۱ میلادی با اخذ کرسی حسابان احتمالات و فیزیک ریاضی جانشین بورل شد و تا زمان بازنشستگی خود در ۱۹۴۹ در این کرسی باقی ماند. فرشه از ۱۹۲۸ تا ۱۹۳۵ همچنین به عنوان مسئول دروس در مدرسه عالی نرمال گماشته شده بود؛ با اخذ این سمت، فرشه قادر بود تعداد قابل توجهی از ریاضی‌دان‌های جوان را به‌سوی پژوهش‌ها در احتمالات سوق دهد، از جمله دوبلین، فورتیت، لیووی و جین ویلی.
علی‌رغم دستاوردهای بزرگ فرشه، وی در فرانسه به‌طور بایسته قدردانی نشد. به عنوان مثال، با وجود چندین‌بار نامزد شدن، وی تا ۷۸ سالگی به عنوان عضو آکادمی علوم انتخاب نشد. وی در ۱۹۲۹ عضو خارجی آکادمی علوم و هنر لهستان شد و در ۱۹۵۰ عضو خارجی آکادمی سلطنتی علوم و هنر هلند گردید.
فرانچیت یک اسپرانتیست بود، برخی کارها و مقالات خود را به زبان فراساخته منتشر کرد. وی همچنین از ۱۹۵۰ تا ۱۹۵۳ میلادی به عنوان رئیس انجمن بین‌المللی اسپرانتیست علمی (Internacia Scienca Asocio Esperantista) کار کرد.

## کارهای اصلی
بزرگ‌ترین کار وی، رساله دکترای ۱۹۰۶ او تحت عنوان Sur quelques points du calcul fonctionnel در مورد حسابان تابعک‌ها بود. طی این رساله، فرشه مفهوم فضای متری را معرفی کرد، هرچند نام فضای متری به هاسدرف نسبت داده می‌شود. میزان انتزاع فرشه همانند میزان انتزاع در نظریه گروه است و او قضیه‌ها را در درون یک دستگاه اصلی موضوع که به‌دقت انتخاب شده‌است، ارایه می‌نماید. سپس این قضایای را می‌توان در یک ردیف بزرگ از قضایای مشخص تطبیق کرد.
فهرستی از مهم‌ترین کارهای وی که به ترتیب زمان نشر منظم شده‌است، قرار ذیل می‌باشد:
- در مورد عملگرهای خطی (Sur les opérations linéaires I-III)، ۱۹۰۴ – ۱۹۰۷
- فضاهای مجرد (Les Espaces abstraits)، ۱۹۲۸
- پژوهش نظری مدرن در مورد نظریه احتمالات (Recherches théoriques modernes sur la théorie des probabilités)، ۱۹۳۷ – ۱۹۳۸
- احتمالات مرتبط با دستگاه روی‌دادهای سازگار و وابسته (Les Probabilités associées à un système d'événements compatibles et dépendants)، ۱۹۳۹ – ۱۹۴۳‏[۵]
- صفحه‌های منتخب آنالیز عمومی (Pages choisies d'analyse générale)، ۱۹۵۳
- ریاضیات و ملموس بودن (Les Mathématiques et le concret)، ۱۹۵۵

فرشه همچنین نظریه‌هایی را از مقاله جغرافی‌دان، جمعیت‌شناس و آمارشناس چکسلواکی به‌نام جارومیر کورکاک تحت عنوان دوگونه اساسی توزیع آماری (۱۹۳۸؛ Deux types fondamentaux de distribution statistique) توسعه داد.
بعضاً امتیاز معرفی آنچه امروزه به‌نام مرز کرامر-راو در حوزه آمار یاد می‌گردد به فرشه نسبت داده می‌شود، اما یادداشت‌های درسی فرشه در دهه ۱۹۴۰ در رابطه به این ظاهراً موضوع مفقود شده‌است.

## خانواده
وی در ۱۹۰۸ میلادی با سوزان کاریف ازدواج کرد.